# 尼玛琼拉
尼玛琼拉（？—），男，藏族，中华人民共和国政治人物。曾任西藏自治区日喀则市扎什伦布寺管委会党组书记、主任。2023年，当选为第十四届全国政协委员。